# Camillo Walzel

Foto und Büste von Camillo Walzel

Camillo Walzel, auch bekannt unter dem Pseudonym F. Zell bzw. Friedrich Zell (* 11. Februar 1829 in Magdeburg; † 17. März 1895 in Wien) war ein deutscher Librettist. Er war zusammen mit Richard Genée einer der Librettisten der goldenen Operettenära.

## Leben
Ab 1847 lebte Walzel in Wien. Vor seiner Karriere als Librettist war er Donaudampfschifffahrtskapitän. Von 1884 bis 1889 war er künstlerischer Direktor des Theaters an der Wien. Mitdirektoren waren Alexandrine von Schönerer und Franz Jauner. Publikumsliebling Alexander Girardi sorgte für ein volles Haus.
Camillo Walzel, einer der besten Bearbeiter französischer Stücke, und Richard Genée bildeten in der Welt der Operette ein kongeniales Team. Als beide 1895 innerhalb eines Vierteljahres starben, sinnierten die Wiener: „Sogar das haben s’ gemeinsam besorgt“.

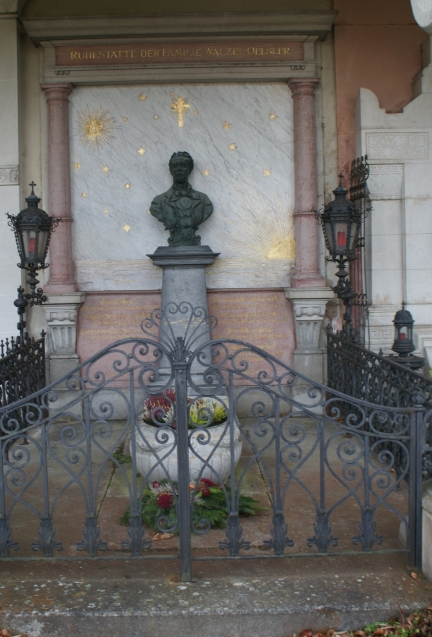
Grabstätte von Camillo Walzel

Seine Sommer-Villa (in der nach dem Künstler benannten Zellgasse) und seine Familiengruft befinden sich, an seinem Lieblingsaufenthalte, in Weissenbach an der Triesting in Niederösterreich. Gemeinsam mit den Malern Franz Lefler und Heinrich Lefler organisierte er auf Anregung von Adolph Freiherr von Pittel in Weissenbach an der Triesting im letzten Drittel des 19. Jahrhunderts Sommerfestspiele.
Sein Sohn Oskar Walzel war Literaturwissenschaftler und Universitätsprofessor.

Beschriftete Zusammenstellung eines Fotos (zu Gast bei Adolph Freiherr von Pittel) und zeitgenössischen Karikaturen.

## Werke
Libretti:
für Richard Genée
- Der Seekadett, 1876 (zusammen mit Richard Genée)
- Nanon, 1877 (zusammen mit Richard Genée)

für Karl Millöcker
- Gräfin Dubarry, 1879 (zusammen mit Richard Genée)
- Apajune, der Wassermann, 1880 (zusammen mit Richard Genée)
- Der Bettelstudent, 1882 (zusammen mit Richard Genée)
- Gasparone, 1884 (zusammen mit Richard Genée)
- Der Vizeadmiral, 1886 (zusammen mit Richard Genée)

für Johann Strauss
- Cagliostro in Wien, 1875 (zusammen mit Richard Genée)
- Der lustige Krieg, 1881 (zusammen mit Richard Genée)
- Eine Nacht in Venedig, 1883 (zusammen mit Richard Genée)

für Franz von Suppè
- Fatinitza, 1876 (zusammen mit Richard Genée)
- Boccaccio, 1879 (zusammen mit Richard Genée)
- Donna Juanita, 1880 (zusammen mit Richard Genée)
- Der Gascogner, 1881 (zusammen mit Richard Genée)

für Carl Zeller
- Die Fornarina, 1879 (zusammen mit Richard Genée und Moritz West)
- Die Carbonari, 1880 (zusammen mit Moritz West)

Schriften
- Camillo Walzel: Donaufahrten. I. Passau – Linz. II. Linz – Wien. III. Wien – Pest. Mit einer Strom-Karte und den officiellen Tarifen der Ersten k. k. pr. Donau-Dampfschiffahrts-Gesellschaft. Rosner, Wien 1875.